# Invincible (album của Michael Jackson)
Invincible là album phòng thu cuối cùng của nghệ sĩ thu âm người Mỹ Michael Jackson, phát hành ngày 30 tháng 10 năm 2001, bởi Epic Records. Đây là album phòng thu thứ mười của Jackson, và là album thứ sáu được phát hành thông qua Epic. Nó là sản phẩm âm nhạc đầu tiên của nam ca sĩ kể từ album phối lại Blood on the Dance Floor: HIStory in the Mix (1997), là album phòng thu đầu tiên của ông trong 6 năm kể từ HIStory: Past, Present and Future, Book I (1995) cũng như là album đầu tiên với toàn bộ những bài hát mới kể từ Dangerous (1991). Bìa album là hình ảnh cận mặt của Jackson được biểu hiện qua năm màu sắc khác nhau - đỏ, xanh lá cây, vàng cam, xanh da trời và bạc. Tương tự như những album trước của Jackson, Invincible tập trung khai thác những chủ đề như tình yêu, lãng mạn, sự cô lập, những chỉ trích của giới truyền thông, và các vấn đề xã hội, với sự tham gia hợp tác của nhiều cộng sự lâu năm của nam ca sĩ như: Rodney Jerkins, Teddy Riley và R. Kelly. Nó nhận được những đánh giá trái chiều từ các nhà phê bình âm nhạc đương đại.
Được xem là album tốn kém nhất trong sự nghiệp của Jackson, Invincible bắt đầu được sản xuất vào năm 1997 và chỉ hoàn thành trong 8 tuần trước khi phát hành album. Nó được thu âm tại hơn 10 phòng thu âm khác nhau với chi phí thực hiện là hơn 30 triệu đô la. Kết hợp với 25 triệu đô la nếu tính cả chi phí quảng bá album, Invincible được xem là album đắt đỏ nhất từ trước đến nay. Sau khi phát hành, nó đạt vị trí số một tại 11 quốc gia thuộc vùng lãnh thổ trên toàn thế giới, bao gồm Hoa Kỳ (với doanh số 363.000 bản trong tuần đầu), Vương quốc Anh, Úc, Pháp và Thụy Sĩ. Album cũng lọt vào top 10 tại 6 quốc gia khác. Tính đến nay, nó đã bán được hơn 13 triệu bản trên toàn thế giới.
Do những tranh chấp giữa Jackson và hãng đĩa, tiến trình quảng bá cho album diễn ra rất ít ỏi. Ba đĩa đơn đã được phát hành từ album, mặc dù tất cả đều chỉ phát hành giới hạn. Đĩa đơn chủ đạo "You Rock My World" chỉ được phát hành hạn chế trên radio, do đó chỉ đạt vị trí thứ 10 trên bảng xếp hạng Billboard Hot 100. Trên toàn cầu, nơi mà nó đã được phát hành thương mại rộng rãi, bài hát đã thành công hơn, khi đạt ngôi quán quân trên năm bảng xếp hạng, trong khi "Speechless" được phát hành trên sóng radio ở Hàn Quốc. Đĩa đơn chính thức thứ hai, "Cry", không được phát hành tại Hoa Kỳ và đạt được thành công khiêm tốn trên các bảng xếp hạng. Đĩa đơn cuối cùng, "Butterflies" cũng chỉ được quảng bá tại Hoa Kỳ trên radio, do đó chỉ có thể vươn lên hạng 14 bảng xếp hạng đĩa đơn tại đây.

## Tổng quan
Trong khoảng thời gian làm thành viên của The Jackson 5, Jackson thường xuyên đóng góp nhiều sáng tác cho nhóm và bắt đầu thực hiện nhiều dự án trên danh nghĩa nghệ sĩ solo, trong đó bao gồm album bán chạy nhất mọi thời đại Thriller (1982), bán được hơn 65 triệu bản kể từ khi phát hành, vô hình tạo nên áp lực cho các dự án sau của Jackson. Trước khi ra mắt Invincible, sản phẩm âm nhạc gần nhất của ông là Blood on the Dance Floor: HIStory in the Mix (1997), còn album phòng thu đã không phát hành trong 6 năm (HIStory: Past, Present and Future, Book I). Invincible được Jackson đánh dấu là "sự trở về đúng nghĩa cho sự nghiệp".
Invincible là một sự tri ân của Jackson dành cho cậu bé 15 tuổi người Na Uy Benjamin "Benny" Hermansen, người đã bị đâm chết bởi một nhóm các phần tử phát xít ở Oslo, Na Uy, vào tháng 1 năm 2001. Mặt khác, lý do của hành động trên là vì Omer Bhatti, một người bạn của Jackson, cũng là người bạn thân thiết của Hermansen. Album này cũng thể hiện tình cảm yêu thương của Jackson dành cho bà Nicholette Sottile và cha mẹ của ông Joseph và Katherine Jackson.

## Quá trình thu âm
Jackson bắt đầu thực hiện những chất liệu mới cho album vào tháng 10 năm 1997, và kết thúc với việc thu âm "You Are My Life" chỉ 8 tuần trước ngày nó ra lò, trở thành album tốn kém thời gian nhất trong sự nghiệp của Jackson. Những bài hát hợp tác với Rodney Jerkins được thu âm tại The Hit Factory ở Miami, Florida. Jackson mong muốn có sự tham gia của ít nhất một rapper trong một bài hát, và phải là "rapper nổi tiếng". Phát ngôn viên của Jackson đề nghị raper Fats đến từ New Jersey; sau khi Jackson nghe bản hoàn thiện của các bài hát, cả hai đồng ý thu âm cùng nhau một bài hát khác cho album. Rodney Jerkins nói rằng Jackson đang tìm tòi một định hướng âm nhạc mới so với trước. Jackson đóng vai trò sáng tác và sản xuất ở phần lớn các bài hát trong Invincible. Ngoài Jackson, album còn có sự góp sức từ Teddy Riley, Andre Harris, Andraeo "Fanatic" Heard, Kenneth "Babyface" Edmonds, R. Kelly và Dr. Freeze Bill Gray và hỗ trợ viết lời từ Kelly, Fred Jerkins III, LaShawn Daniels, Nora Payne và Robert Smith. Album đánh dấu lần thứ 3 Jackson và Riley cộng tác cùng nhau, hai lần trước là trong Dangerous và Blood on the Dance Floor: HIStory in the Mix. Việc thực hiện Invincible tiêu tốn 30 triệu đô-la, trở thành album đắt nhất từng được thực hiện.

## Quảng bá và đĩa đơn
Sony Music đã chi ra 25 triệu đô la để quảng bá Invincible. Mặc dù vậy, do những xung đột giữa Jackson và hãng thu âm, album không nhận được sự tiếp thị đáng kể nào. Album sản sinh ba đĩa đơn, mặc dù tất cả đều phát hành giới hạn. "You Rock My World" chỉ được phát hành trên sóng phát thanh tại Hoa Kỳ, do đó chỉ có thể vươn đến vị trí thứ 10 trên Billboard Hot 100. Trên thị trường quốc tế, nơi mà nó được phát hành thương mại, bài hát đã thành công hơn, đạt hạng nhất tại Pháp, top 2 tại Na Uy, Phần Lan, Đan Mạch, Bỉ và Vương quốc Anh, top 5 tại Ý, Úc, Thụy Điển và Thụy Sĩ. Đĩa đơn thứ hai, "Cry", không được phát hành tại Hoa Kỳ, và cũng chỉ đạt những vị trí tương đối ở các khu vực khác.
Đĩa đơn thứ ba và cũng là cuối cùng, "Butterflies", chỉ phát hành trên sóng phát thanh Hoa Kỳ, và đạt vị trí thứ 14 trên Billboard Hot 100 và thứ hai trong 5 tuần trên Hot R&B/Hip-Hop Singles Chart. Dù không phát hành chính thức, "Heaven Can Wait" cũng đạt vị trí thứ 72 trên R&B/Hip-Hop Charts do lượt yêu cầu trên sóng phát thanh. "Unbreakable" ban đầu được dự định sẽ phát hành làm đĩa đơn, nhưng sau cùng đã bị hủy bỏ. Tuy nhiên, sau đó nó cũng xuất hiện trong box set The Ultimate Collection.
Khác với những album phát hanh lúc trưởng thành của Jackson, không có tour diễn thế giới nào để quảng bá cho album. Thay vào đó, một chương trình đặc biệt kỷ niệm 30 năm ca hát của ông đã diễn ra tại Madison Square Garden vào tháng 9 năm 2001, đánh dấu cột mốc Michael Jackson dưới danh nghĩa nghệ sĩ hát đơn. Ông biểu diễn "You Rock My World" trong Invincible và tái hợp cạnh các anh em mình trên sân khấu, lần đầu tiên kể từ Victory Tour (1984). Chương trình còn có sự tham gia trình diễn của Whitney Houston, Britney Spears, Mýa, Usher, Tamia, 'N Sync, và Slash, cùng nhiều nghệ sĩ khác. Buổi ghi hình phát sóng trên CBS vào tháng 10 năm 2001 kéo dài 2 giờ đã thu hút 29,8 triệu người xem.
Sau quyết định chấm dứt mọi hành động quảng bá một cách đột ngột của Sony, vào tháng 7 năm 2002, Jackson đã gọi Mottola là một "con quỷ" và "kẻ phân biệt chủng tộc" vì không ủng hộ các nghệ sĩ Mỹ gốc Phi, mà chỉ đơn thuần sử dụng họ cho lợi ích cá nhân. Nam ca sĩ còn cáo buộc Sony và ngành công nghiệp thu âm có hành vi phân biệt chủng tộc, cố tình ngăn cản việc quảng bá album của ông. Sony sau đó tuyên bố rằng họ thừa nhận việc tiếp thị Invincible không đủ mạnh, tuy nhiên họ cũng đổ lỗi cho Jackson vì ông từ chối lưu diễn ở Hoa Kỳ.

## Danh sách bài hát
| Invincible       | Invincible                                       | Invincible                                             | Invincible |
| STT              | Nhan đề                                          | Sáng tác                                               | Thời lượng |
| ---------------- | ------------------------------------------------ | ------------------------------------------------------ | ---------- |
| 1.               | "Unbreakable" (hợp tác với The Notorious B.I.G.) | Jackson, Daniels, Jerkis, Payne, Smith, Wallace        | 6:26       |
| 2.               | "Heartbreaker"                                   | Jackson, Jerkins, Jerkins III, Daniels, Mischke, Gregg | 5:09       |
| 3.               | "Invincible"                                     | Jackson, Daniels, Gregg, Jerkins, Jerkins              | 4:46       |
| 4.               | "Break of Dawn"                                  | Jackson, Dr. Freeze                                    | 5:32       |
| 5.               | "Heaven Can Wait"                                | Jackson, Riley, Heard, Smith, Beal, Laues, Quiller     | 4:49       |
| 6.               | "You Rock My World" (hợp tác với Chris Tucker)   | Jackson, Daniels, Jerkins, Jerkins, Payne              | 5:39       |
| 7.               | "Butterflies" (hợp tác với Marsha Ambrosius)     | Harris, Ambrosius                                      | 4:40       |
| 8.               | "Speechless"                                     | Jackson                                                | 3:18       |
| 9.               | "2000 Watts"                                     | Jackson, Riley, Gibson, Henson                         | 4:24       |
| 10.              | "You Are My Life"                                | Jackson, Babyface, Sager, McClain                      | 4:33       |
| 11.              | "Privacy"                                        | Jackson, Belle, Daniels, Jerkins, Jerkins              | 5:05       |
| 12.              | "Don't Walk Away"                                | Jackson, Riley, Stites, Vertelney                      | 4:24       |
| 13.              | "Cry"                                            | R. Kelly                                               | 5:00       |
| 14.              | "The Lost Children"                              | Jackson                                                | 4:00       |
| 15.              | "Whatever Happens" (hợp tác với Carlos Santana)  | Jackson, Riley, Quay, Williams                         | 4:56       |
| 16.              | "Threatened"                                     | Jackson, Jerkins, Jerkins III, Daniels                 | 4:18       |
| Tổng thời lượng: | Tổng thời lượng:                                 | Tổng thời lượng:                                       | 77:08      |

## Xếp hạng
| Bảng xếp hạng (2001–09)                  | Vị trí! cao nhất |
| ---------------------------------------- | ---------------- |
| Argentina (CAPIF)                        | 10               |
| Album Úc (ARIA)                          | 1                |
| Album Áo (Ö3 Austria)                    | 2                |
| Album Bỉ (Ultratop Vlaanderen)           | 2                |
| Album Bỉ (Ultratop Wallonie)             | 1                |
| Album Canada (Billboard)                 | 3                |
| Album Đan Mạch (Hitlisten)               | 1                |
| Châu Âu (Billboard)                      | 1                |
| Album Hà Lan (Album Top 100)             | 1                |
| Album Phần Lan (Suomen virallinen lista) | 7                |
| Album Pháp (SNEP)                        | 1                |
| Đức (Offizielle Top 100)                 | 1                |
| Hy Lạp Quốc tế (IFPI)                    | 2                |
| Album Ireland (IRMA)                     | 3                |
| Album Ý (FIMI)                           | 2                |
| Ý (Hit Parade)                           | 3                |
| Nhật (Oricon)                            | 4                |
| Malaysia (RIM)                           | 1                |
| Mexico (AMPROFON)                        | 29               |
| Album New Zealand (RMNZ)                 | 4                |
| Album Na Uy (VG-lista)                   | 1                |
| Ba Lan (OLiS)                            | 5                |
| Album Bồ Đào Nha (AFP)                   | 8                |
| Album Scotland (OCC)                     | 2                |
| Châu Phi (RISA)                          | 1                |
| Tây Ban Nha (PROMUSICAE)                 | 2                |
| Album Thụy Điển (Sverigetopplistan)      | 1                |
| Album Thụy Sĩ (Schweizer Hitparade)      | 1                |
| Album Anh Quốc (OCC)                     | 1                |
| Album Anh Quốc R&B (OCC)                 | 1                |
| Album Hoa Kỳ Billboard 200               | 1                |
| Album Hoa Kỳ Top R&B/Hip-Hop (Billboard) | 1                |

| Bảng xếp hạng (2001)                             | Vị trí |
| ------------------------------------------------ | ------ |
| Australian Albums (ARIA)                         | 44     |
| Belgian Albums (Ultratop Flanders)               | 72     |
| Belgian Albums (Ultratop Wallonia)               | 24     |
| Danish Albums (Hitlisten)                        | 37     |
| Dutch Albums (MegaCharts)                        | 37     |
| Finnish Foreign Albums (Suomen virallinen lista) | 23     |
| French Albums (SNEP)                             | 14     |
| Global Albums Chart (Billboard)                  | 11     |
| German Albums (Offizielle Top 100)               | 81     |
| Italian Albums (Hit Parade)                      | 88     |
| Swedish Albums (Sverigetopplistan)               | 45     |
| Swiss Albums (Schweizer Hitparade)               | 28     |
| UK Albums Chart                                  | 62     |
| US Billboard 200                                 | 148    |
| Bảng xếp hạng (2002)                             | Vị trí |
| US Billboard 200                                 | 43     |
| US Top R&B/Hip-Hop Albums (Billboard)            | 8      |

## Chứng nhận
| Quốc gia                                                                           | Chứng nhận  | Số đơn vị/doanh số chứng nhận |
| ---------------------------------------------------------------------------------- | ----------- | ----------------------------- |
| Argentina (CAPIF)                                                                  | Vàng        | 20.000^                       |
| Úc (ARIA)                                                                          | 2× Bạch kim | 140.000^                      |
| Áo (IFPI Áo)                                                                       | Vàng        | 20.000*                       |
| Phần Lan (Musiikkituottajat)                                                       | Vàng        | 10,000                        |
| Pháp (SNEP)                                                                        | Bạch kim    | 100,000*                      |
| Đức (BVMI)                                                                         | Bạch kim    | 500.000^                      |
| México (AMPROFON)                                                                  | Vàng        | 75.000^                       |
| Hà Lan (NVPI)                                                                      | Bạch kim    | 80.000^                       |
| New Zealand (RMNZ)                                                                 | Vàng        | 7.500^                        |
| Na Uy (IFPI)                                                                       | Bạch kim    | 50.000*                       |
| Ba Lan (ZPAV)                                                                      | Vàng        | 0*                            |
| Bồ Đào Nha (AFP)                                                                   | Vàng        | 20.000^                       |
| Thụy Điển (GLF)                                                                    | Vàng        | 40.000^                       |
| Thụy Sĩ (IFPI)                                                                     | Bạch kim    | 40.000^                       |
| Anh Quốc (BPI)                                                                     | Bạch kim    | 300.000^                      |
| Hoa Kỳ (RIAA)                                                                      | 2× Bạch kim | 2.000.000^                    |
| Tổng hợp                                                                           |             |                               |
| Châu Âu (IFPI)                                                                     | 2× Bạch kim | 2.000.000*                    |
| * Chứng nhận dựa theo doanh số tiêu thụ. ^ Chứng nhận dựa theo doanh số nhập hàng. |             |                               |